# カーペンター級駆逐艦
カーペンター級駆逐艦 (Carpenter class destroyer) はアメリカ海軍の駆逐艦の艦級。
ギアリング級駆逐艦の対潜型であり、ギアリング級に含まれることもある。

## 同型艦
- カーペンター (USS Carpenter, DD-825)
- ロバート・A・オーエンス (USS Robert A. Owens, DD-827)